# Cerastium holosteum
Cerastium holosteum là loài thực vật có hoa thuộc họ Cẩm chướng. Loài này được Fisch. ex Hornem. mô tả khoa học đầu tiên năm 1813.